# 繪圖望遠鏡
繪圖望遠鏡是戈瓦利在1811年發明的投影描繪器，是具有放大能力的望遠鏡。

## 外部連結
- Camera lucida and Varley Graphic telescope